# Гагма-Бослеви
Гагма-Бослеви (груз. გაღმა ბოსლევი) — село в Грузии, на территории Зестафонского муниципалитета края (мхаре) Имеретия.

## География
Село находится в западной части Грузии, на левом берегу реки Квирилы, на расстоянии приблизительно 11 километров (по прямой) к северо-востоку от города Зестафони, административного центра муниципалитета. Абсолютная высота — 567 метров над уровнем моря.

## Население
По результатам официальной переписи населения 2014 года, в Гагма-Бослеви проживал 271 человек (135 мужчин и 136 женщин). В национальной структуре населения грузины составляли 100 %.
| Год  | Население, человек |
| ---- | ------------------ |
| 2002 | 1066               |
| 2014 | ↘ 271              |